# 法皇隧道 (国道319号)

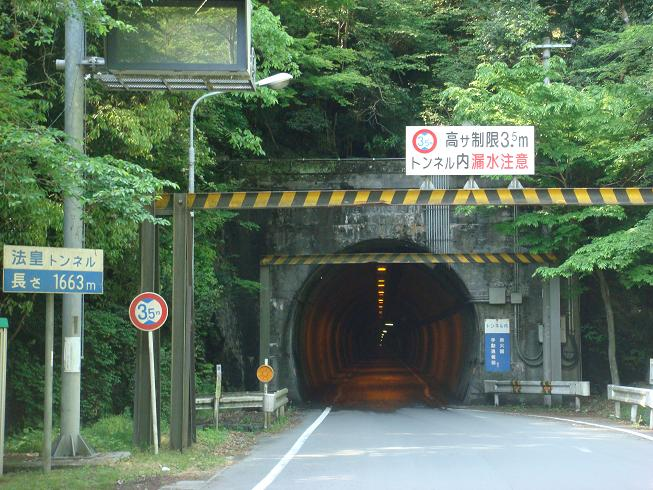
金砂町一侧隧道口

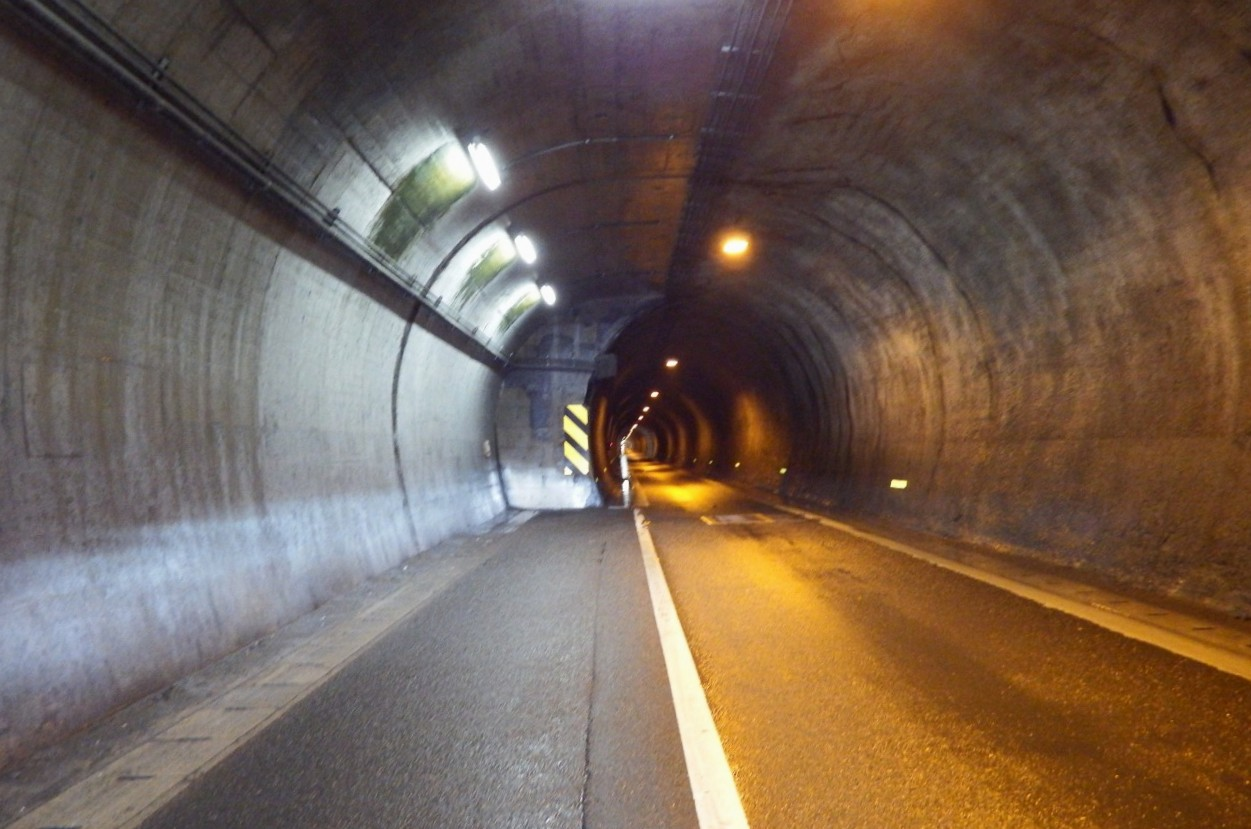
隧道内部

法皇隧道（日语：／）是日本国道319号的一座公路隧道，穿过爱媛县四國中央市寒川町与金砂町之间的法皇山脈，单洞一车道，全长1,663（1.03英里），宽4.5米，高4.7米，1958年4月29日开工，1960年11月1日建成通车。